# Joué-l'Abbé

Joué-l'Abbé este o comună în departamentul Sarthe, Franța. În 2009 avea o populație de 1,232 de locuitori.